# Peter Flötner

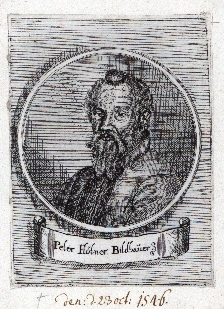
Peter Flötner

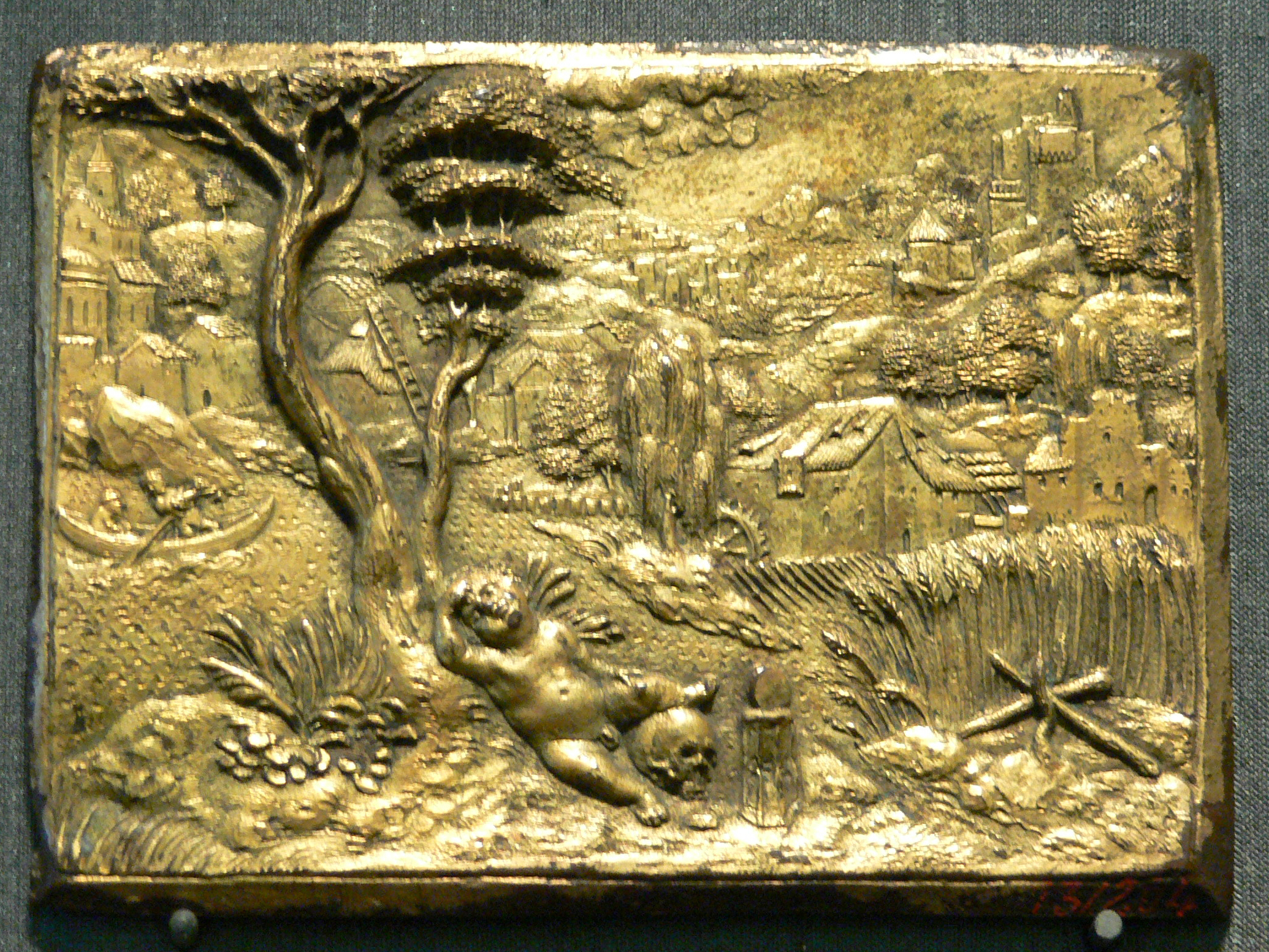
Peter Flötner: Vanitas, um 1535–1540, vergoldete Bronze (Bayerisches Nationalmuseum München)

Peter Flötner (auch Flatner, Flettner, * um 1490 im Thurgau; † 23. Oktober 1546 in Nürnberg) war ein Baumeister, Bildhauer, Gold- und Silberschmied, Grafiker, Medailleur und Bildschnitzer in Nürnberg.

## Leben
Peter Flötner lernte vermutlich in Augsburg bei Adolf Dauher. Dort soll er unter Anleitung seines Lehrmeisters am Chorgestühl der 1518 fertiggestellten Fuggerkapelle maßgeblich mitgearbeitet haben. In der Werkstatt Dauhers führte Flötner auch Goldschmiedearbeiten und eigene Möbelentwürfe aus. Nach einem Italienaufenthalt ließ sich Flötner zunächst als Meister in Ansbach nieder. Im Jahr 1522 übersiedelte er nach Nürnberg und legte dort 1523 den Bürgereid ab.
Als Baumeister war Flötner Autodidakt. Er beschäftigte sich wissenschaftlich mit den Schriften von Vitruv. Zwei Jahre nach seinem Tod erschien 1548 bei Petreius in Nürnberg die erste deutschsprachige Vitruv-Ausgabe, die maßgeblich auf die Arbeiten Flötners zurückgeht.
Flötner und sein Werk fanden um 1900 größte Beachtung. Albrecht Haupt (s. u.) sah in ihm sogar „den größten und feinsten deutschen Architekten jener Zeit, den wahren Bahnbrecher für italienische Baukunst im Norden hin“. Edmund Braun (s. u.) betont „die große Bedeutung Flötners für die Renaissancekunst Nürnbergs und des deutschen Südens, von ihm strahlen ähnliche Kräfte aus, wie sie ein Menschenalter zuvor von Dürer ausgegangen waren. Die Bezeichnung ‚Genialität‘ ist für Flötners vielseitiges Schaffen nicht zu hoch gegriffen“.
Nach der Ausstellung des Germanischen Nationalmuseums zu seinem 400. Todestag im Herbst 1945 geriet der Künstler wieder weitgehend in Vergessenheit. Vom 24. Oktober 2014 bis 18. Januar 2015 fand im Albrecht-Dürer-Haus in Nürnberg die Ausstellung „Peter Flötner. Renaissance in Nürnberg“ statt.
Sein Grab befindet sich auf dem Johannisfriedhof.

## Werke
Der Entwurf und die künstlerische Gestaltung des Hirsvogelsaals in Nürnberg sind im Wesentlichen Flötners Werk. Am benachbarten Tucherschloss war er maßgeblich beteiligt. Der heute nicht mehr vorhandene Triumphbogen für Kaiser Karl V. war ebenfalls ein Werk Flötners. Flötner wird als Spätwerk auch der Entwurf der Fassade des Ottheinrichsbaus des Heidelberger Schlosses zugeschrieben. Die Zuschreibung gilt jedoch als nicht gesichert.
- Chorgestühl und Orgel der Fuggerkapelle in Augsburg, 1516 bis 1518
- Marktbrunnen in Mainz (Entwurf), 1526
- Altar der Sigismundkapelle Krakau, 1532
- Hirsvogelsaal (eigentlich Hirschvogelsaal), Komposition und Innenausstattung
- Triumphbogen für Kaiser Karl V., Nürnberg, 1541
- Ottheinrichsbau (Entwurf der Fassade) des Heidelberger Schlosses (nicht gesichert), 1546 bis 1550
- Plakette mit Vanitas-Darstellung, vergoldete Bronze, Bayerisches Nationalmuseum, 1535 bis 1540